# Jacamerops aureus
El jacamará o jacamará grande (Jacamerops aureus) es una especie de ave piciforme de la familia Galbulidae que se encuentra en Costa Rica, Panamá, Colombia, Ecuador, Perú, Bolivia, Brasil, Guayana Francesa, Surinam, Guyana y Venezuela. Es la única especie perteneciente al género monotípico Jacamerops.

## Descripción
Mide 29,5 a 30 cm de longitud y pesa entre 63 y 70 g. El macho adulto barbilla, mejillas y toda la región superior verde metálico resplandeciente con visos dorados, con matices azulados en la barbilla, frente y cola y púrpura cobrizo en la espalda. La parte baja de la garganta es blanca y el resto de la región inferior es rufo profundo, ferruginso. Las primarias son negras, la cola es negra azulada por debajo, el pico es negro y las patas son de color cuerno oscuro. La hembra se parece al macho, pero no presenta la mancha blanca en la garganta.

## Hábitat
Su natural hábitat natural es el bosque tropical, hasta los 500 m de altitud. Habita en los niveles medios del dosel y el interior de los bordes sombreados del bosque húmedo de tierra firme, generalmente à la orilla de los caños o riachuelos.

## Alimentación
Se alimenta de insectos que atrapa al vuelo y de arañas de la vegetación.

## Reproducción
Se reproduce desde marzo hasta mayo o junio.  Su nido es en una cámara hecha en un termitero arbóreo, a una altura entre 3 y 15 m.